# 898 Hildegard
898 Hildegard је астероид главног астероидног појаса чија средња удаљеност од Сунца износи 2,724 астрономских јединица (АЈ). 
Апсолутна магнитуда астероида је 12,0 а геометријски албедо 0,261.